# Jared Donaldson
 Jared Donaldson  (9 de octubre de 1996) es un extenista profesional estadounidense, nacido en la ciudad de Providence (Rhode Island) Debido a su crónica tendinitis en la rodilla, que le causó varias operaciones, decidió abandonar la carrera de tenista, con tan solo 25 años y siendo considerado como uno de los grandes talentos de su país. Posteriormente, en 2022, entró a la universidad.

## Carrera
Su ranking más alto a nivel individual fue el puesto n.º 50, alcanzado el 23 de octubre de 2017. A nivel de dobles alcanzó el puesto n.º 327 el 2 de febrero de 2015.
Ha ganado hasta el momento 2 torneos de la categoría ATP Challenger Series, uno de ellos en la modalidad de individuales y el otro en la modalidad de dobles. Así como también varios títulos futures en individuales y en dobles. En 2017 logra clasificarse para las Next Generation ATP Finals perdiendo sus tres encuentros ante Borna Ćorić, Karen Jachánov y Daniil Medvédev.

### 2014
Jared Donaldson juega principalmente en el ATP Challenger Tour y torneos Futures. Su debut en individuales en el circuito ATP World Tour, fue en el mes de julio de 2014 en el Torneo de Washington 2014, pero cayó derrotado en la primera ronda contra Rajeev Ram perdiendo en tres sets. Por segunda vez lo hizo en el Abierto de Estados Unidos 2014, pero volvió a perder en la primera ronda contra Gaël Monfils claramente en tres sets.
En el partido de dobles correspondiente al Torneo de Washington 2014, también fue su primera aparición a nivel World Tour en esta modalidad. Aquí Donaldson hizo pareja con Stefan Kozlov. Cayeron derrotados en la primera ronda. La próxima aparición en un doble en el Tour Mundial tuvo lugar en Abierto de Estados Unidos 2014, donde participó junto a Michael Russell y ganó la primera ronda, sin embargo en la segunda fase del torneo cayeron derrotados ante los hermanos Bob Bryan y Mike Bryan claramente en dos sets.

### 2016
Tras pasar la previa (clasificación) del Open USA, elimina en primera ronda al cabeza de serie n. 12, David Goffin.

## Títulos; 2 (1 + 1)
| Leyenda                     | Individuales | Dobles |
| --------------------------- | ------------ | ------ |
| Grand Slam                  | 0            | 0      |
| ATP World Tour Finals       | 0            | 0      |
| ATP World Tour Másters 1000 | 0            | 0      |
| ATP World Tour 500 Series   | 0            | 0      |
| ATP World Tour 250 Series   | 0            | 0      |
| ATP Challenger Series       | 1            | 1      |

### Individuales

#### Títulos
| N.º | Fecha      | Torneo             | Superficie | Rival en la final | Resultado |
| --- | ---------- | ------------------ | ---------- | ----------------- | --------- |
| 1.  | 01.02.2015 | Challenger de Maui | Dura       | Nicolas Meister   | 6:1, 6:4  |

### Dobles

#### Títulos
| N.º | Fecha      | Torneo             | Superficie | Pareja        | Rival en la final             | Resultado |
| --- | ---------- | ------------------ | ---------- | ------------- | ----------------------------- | --------- |
| 1.  | 01.02.2015 | Challenger de Maui | Dura       | Stefan Kozlov | Chase Buchanan Rhyne Williams | 6:3, 6:4  |